# Epiphan Systems
Epiphan Systems (рус. Эпифа́н Си́стемс) — компания-производитель оборудования для захвата, записи и трансляции видеосигналов высокого разрешения. Штаб-квартира расположена в Оттаве, Канада. Имеет отделение в Пало-Алто, Калифорния.

## Деятельность
Разрабатывает, производит и реализует на рынке интегрированные и внешние фрейм грабберы, а также системы для захвата, обработки, записи и трансляции видеосигналов с любого устройства, оборудованного VGA, DVI или HDMI разъёмом. Продукция компании рассчитана на захват потока в высоком разрешении (больше, чем Full HD) с частотой выше 60 кадров в секунду, что активно используется в промышленности, медицине, образовании, IT и других индустриях. Изображения и видео передаются на компьютер через разъем USB, PCI или Ethernet.
В декабре 2009 года выпустило устройство VGA2Ethernet — первый VGA фрейм граббер, захватывающий поток с частотой до 120 кадров в секунду и передающий его по гигабитному Ethernet. На момент выпуска, это был самый быстрый VGA фрейм граббер.
В декабре 2011 года пост вице-президента по аэрокосмическим технологиям в компании занял бывший астронавт NASA, инженер Лерой Чиао.

## Применение продукции
Продукты и технологии, созданные в Epiphan Systems, используются в Microsoft, IBM, Google, Facebook, CISCO ряде других организаций. Фрейм грабберы компании также широко применяются в телемедицине и дистанционной диагностике, передавая изображение с оборудования для УЗИ и рентгенографии через Интернет. Системы трансляции Epiphan Systems применяют в NASA на Международной космической станции для удалённого проведения ультразвуковых обследований персонала станции.